# Amelia Quirk
Amelia Quirk (* 18. Dezember 1999) ist eine britische Leichtathletin, die sich auf die Mittelstreckenläufe spezialisiert hat.

## Sportliche Laufbahn
Amelia Quirk stammt aus der südenglischen Grafschaft Berkshire und trat erstmals 2014 in Wettkämpfen im 1500-Meter-Lauf gegen die nationale Konkurrenz an. 2015 belegte sie den vierten Platz über 1500 Meter bei den Britischen U17-Meisterschaften. Ein Jahr darauf trat sie bei den gleichen Meisterschaften über die doppelte Distanz an und konnte dabei die Goldmedaille gewinnen. Im Frühjahr 2017 trat sie bei den Crosslauf-Weltmeisterschaften in Kampala im U20-Rennen an, konnte dieses allerdings nicht beenden. Anfang Juli belegte sie mit neuer Bestzeit von 4:16,32 min den zehnten Platz im Finale der Britischen Meisterschaften über 1500 Meter. Über diese Distanz ging sie auch einige Wochen später bei den U20-Europameisterschaften in Grosseto an den Start, bei denen sie als Vierte die Medaillenränge knapp verpasste. 2018 siegte Quirk bei den Britischen U20-Hallenmeisterschaften im 3000-Meter-Lauf.
Im März 2019 trat Quirk erneut bei Crosslauf-Weltmeisterschaften an, diesmal bereits im Erwachsenenrennen, in dem sie den 79. Platz belegte. Später trat sie über 5000 Meter bei den U23-Europameisterschaften in Gävle an. Dabei belegte sie den insgesamt zwölften Platz. Ende August lief sie über diese Distanz Bestzeit von 15:53,60 min und belegte damit den sechsten Platz bei den Britischen Meisterschaften. Anfang Dezember erreichte sie als Fünfzehnte das Ziel bei den Crosslauf-Europameisterschaften in Lissabon. Im September 2020 gewann sie mit persönlicher Bestleistung von 15:43,35 min die Bronzemedaille im 5000-Meter-Lauf bei den Britischen Meisterschaften. 2021 bestritt Quirk ihre ersten Wettkämpfe überhaupt in der Halle und qualifizierte sich im entscheidenden Wettkampf mit der nationalen Konkurrenz für die 3000 Meter bei den Halleneuropameisterschaften in Toruń. Zu diesen trat sie Anfang März an und landete am Ende mit Bestzeit von 8:48,82 min auf dem fünften Platz.

## Wichtige Wettbewerbe
| Jahr                               | Veranstaltung                      | Ort                                | Platz                              | Disziplin                          | Zeit                               |
| Startet für Vereinigtes Königreich | Startet für Vereinigtes Königreich | Startet für Vereinigtes Königreich | Startet für Vereinigtes Königreich | Startet für Vereinigtes Königreich | Startet für Vereinigtes Königreich |
| ---------------------------------- | ---------------------------------- | ---------------------------------- | ---------------------------------- | ---------------------------------- | ---------------------------------- |
| 2017                               | Crosslauf-Weltmeisterschaften      | Kampala                            |                                    | U20-Rennen                         | DNF                                |
| 2017                               | U20-Europameisterschaften          | Grosseto                           | 4.                                 | 1500 m                             | 4:19,23 min                        |
| 2019                               | Crosslauf-Weltmeisterschaften      | Aarhus                             | 79.                                | Erwachsenenrennen                  | 41:40 min                          |
| 2019                               | U23-Europameisterschaften          | Gävle                              | 12.                                | 5000 m                             | 16:08,71 min                       |
| 2019                               | Crosslauf-Europameisterschaften    | Lissabon                           | 15.                                | Erwachsenenrennen                  | 21,57 min                          |
| 2021                               | Halleneuropameisterschaften        | Toruń                              | 5.                                 | 3000 m                             | 8:48,82 min                        |

## Persönliche Bestleistungen
Freiluft
- 1500 m: 4:12,19 min, 15. September 2020, London
- 3000 m: 9:11,20 min, 20. Mai 2018, Loughborough
- 5000 m: 15:43,35 min, 4. September 2020, Manchester

Halle
- 3000 m: 8:48,82 min, 5. März 2021, Toruń